# Cottens (Vaud)
Pour les articles homonymes, voir Cottens.
Cottens est une ancienne commune suisse et une localité de la commune de Hautemorges, dans le canton de Vaud, située dans le district de Morges.

## Histoire
En 2018, Cottens et cinq autres communes de la région ont voté favorablement à une fusion de communes afin de créer la commune de Hautemorges. Elle est entrée en vigueur le 1er juillet 2021.

## Monuments
La maison seigneuriale, soit château de Cottens, remonte en tout cas au début du XVe siècle. Le domaine abrite vers le milieu du XIXe siècle une école privée d'agriculture, l'une des premières du canton de Vaud, après Lausanne, planifiée dès 1823, et quelque peu avant Bois-Bougy (1856).
L'église réformée, de style néo-roman, a été construite en 1893 par l'architecte Francis Isoz.
L'école, de 1842, est une œuvre des architectes lausannois Henri Perregaux et Achille de La Harpe.